# Walter Hohmann
Walter Hohmann, född 18 mars 1880 i Hardheim, Tyskland, död 11 mars 1945 i Essen, var en tysk ingenjör och raketforskare som kom på den mest fördelaktiga banan för en rymdfarkost mellan två himlakroppar i banor med olika avstånd från samma centrum. Den banan kallas för Hohmannbana. En del av hans teorier finns i Die Erreichbarkeit der Himmelskörper (1925).

## Utmärkelser och hedersbetygelser

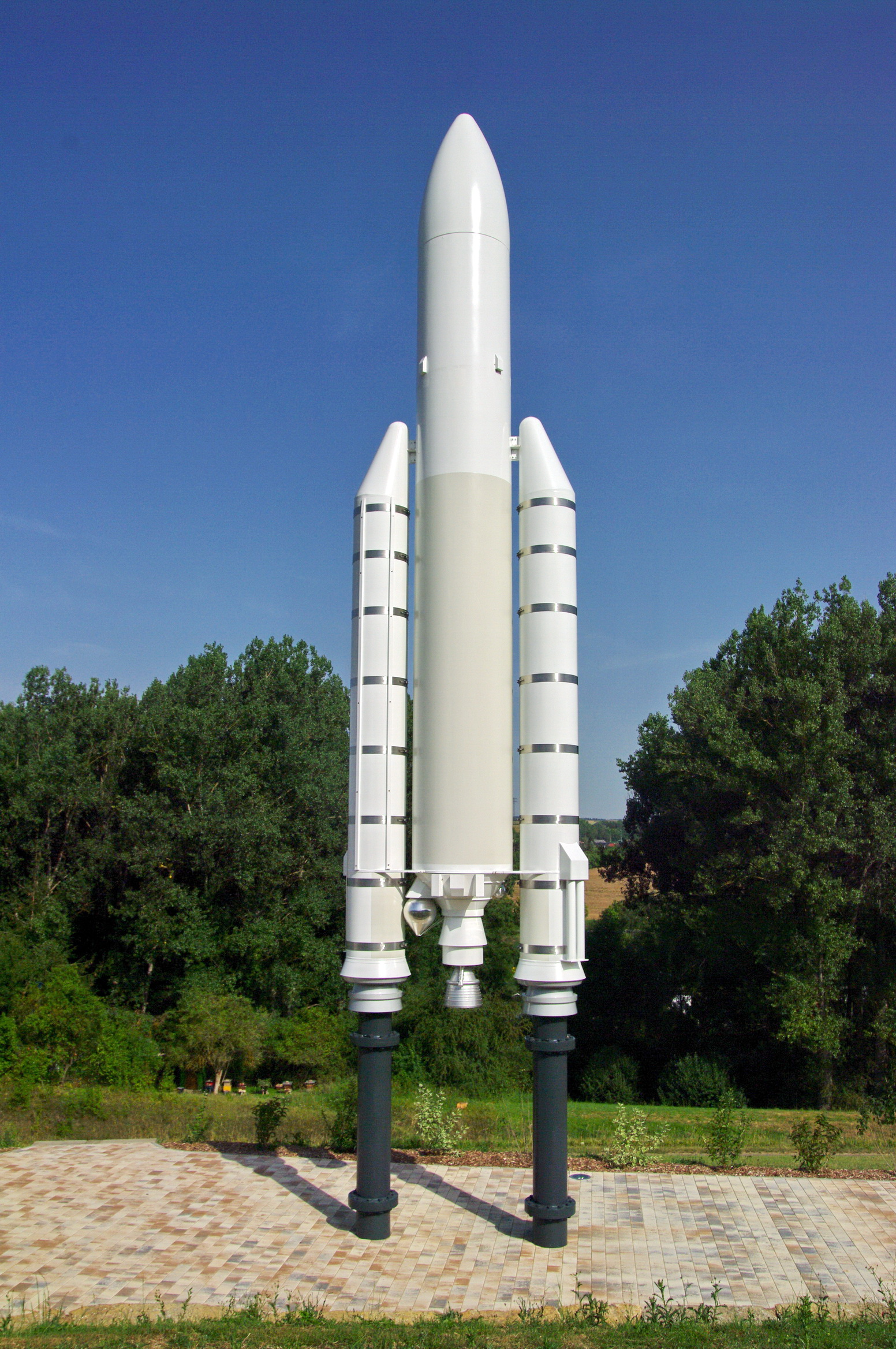
Ariane-5-raketen på Walter-Hohmann-höjden i Hardheim.

## Biografi
Hohmann var son till en läkare och tillbringade sin barndom i Hardheim och i Port Elizabeth i Sydafrika. Från 1891 gick han på Humanistic Gymnasium i Würzburg. Efter att ha gått ut gymnasiet 1900 studerade han väg- och vattenbyggnad vid Tekniska universitetet i München fram till 1904.

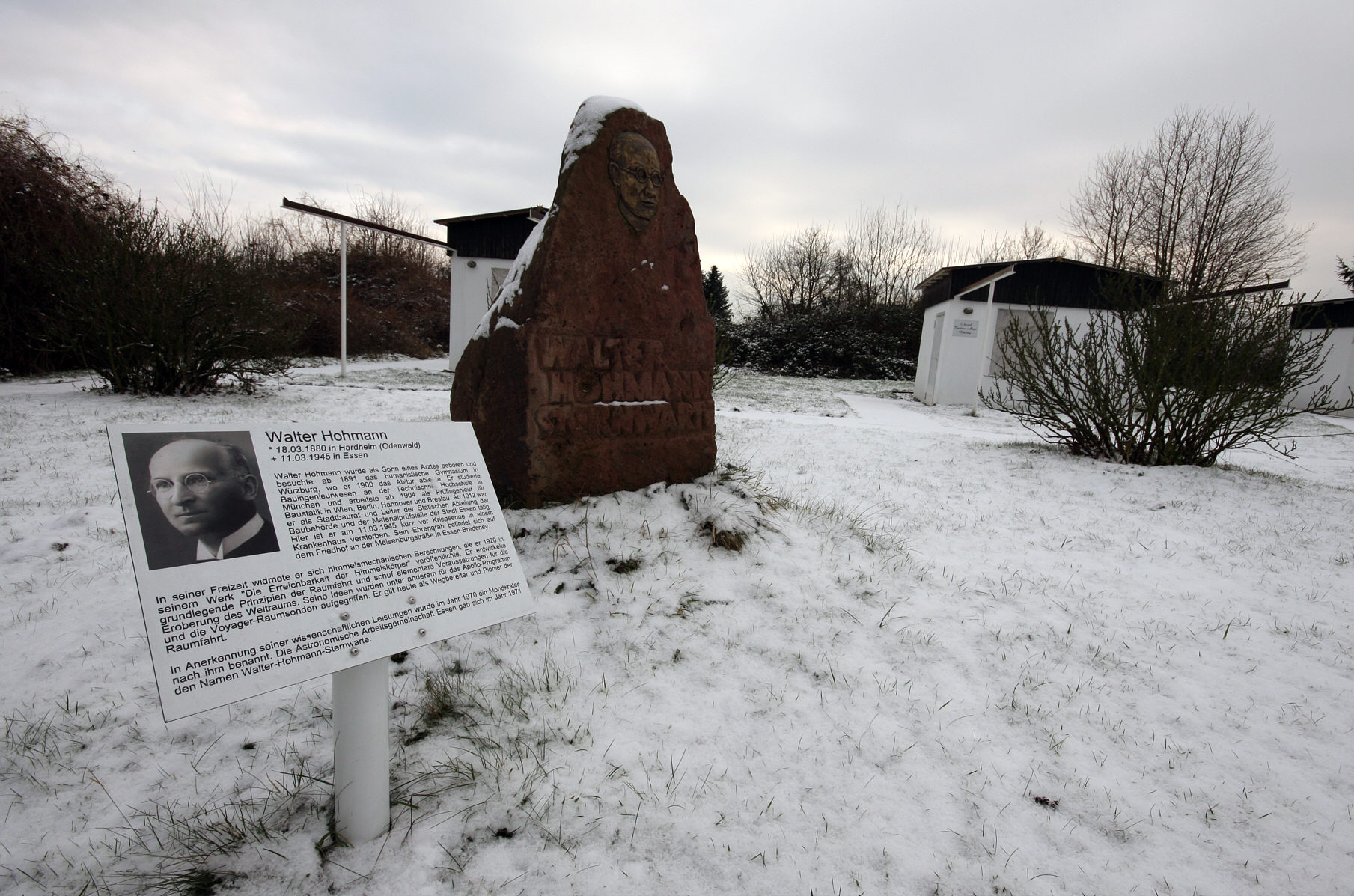
Minnessten och plakett vid Walter Hohmann-observatoriet.

Hohmann dog den 11 mars 1945, helt utmattad av ständiga flyganfall och bombräder på ett sjukhus i Essen. Han fick en hedersbegravning av staden av Essen på kyrkogården Bredeney.

## Karriär och vetenskapligt arbete
Efter avslutade studier arbetade han från 1904 till 1912 som provningsingenjör för byggnadsteknik i Wien, Berlin, Hannover och Breslau. Han var bland annat ansvarig för pariserhjulets struktur i Wiens Prater och en hängbro över Hudsonfloden. År 1912 blev han chef för strukturanalysavdelningen vid Essens byggnadsförvaltning som stadsbyggnadsråd och grundade materialtestcentret i staden Essen. År 1916 lämnade han in sin doktorsavhandling Versuche über das Zusammenarbeit von altenm und neuem Beton in Eisenbetonkonstruktionen vid RWTH Aachen, men på grund av kriget och efterkrigstidens förhållanden vid den tiden slutförde han inte sin doktorsexamen förrän 1920. Den 20 juli 1933 utsågs han till chef för undersökningskontoret för statiska beräkningar för Regionalförbundet Ruhr och länsområdet Düsseldorf i Nordrhein-Westfalen.
Förutom sitt yrke ägnade sig Hohmann åt frågor om celest mekanik och rymdresor. Under åren 1911 till 1915 beräknade han vilka egenskaper en raketdriven rymdfarkost måste ha för att nå andra planeter med minst energiförbrukning. Förutom problemet med att uppnå flykthastigheter undersökte han också återinträde i jordens atmosfär. År 1925 publicerade han sitt arbete i verket Die Erreichbarkeit der Himmelskörper, om bland annat Hohmannbanan, som beskriver en energimässigt gynnsam övergång mellan två banor runt en dominerande himlakropp. Några av de idéer som presenterades i detta arbete införlivades senare i Apollo-programmet för bemannad månlandning. Det översattes till engelska och 1938 till ryska. Hohmann upprätthöll kontakter med bland andra fysikern Hermann Oberth och astronomen Max Valier. Från 1927 var han styrelseledamot i Verein für Raumschiffahrt i Breslau.